# セリナ・フセイン
セリナ・フセイン （ベンガル語: সেলিনা হোসেন、1947年 - ）は、バングラデシュの作家。独立以降のバングラデシュを代表する作家の一人である。

## 略歴
ラジシャヒ出身。ラシジャヒ大学を卒業し、ダッカの研究組織であるバングラ・アカデミーで辞書出版やベンガル語およびベンガル文学研究を行う。バングラデシュ独立の直後に長編小説『高波』（1972年）でデビューし、1980年にバングラ・アカデミー賞を受賞する。社会活動にも取り組み、ジェンダー事典の編纂やバングラデシュ児童アカデミー会長をつとめる。
長編小説の名手として知られ、長編43作を発表している。代表作であるシリーズ『ガーヤトリの夕べ』（1994年〜1996年）では、インド・パキスタン分離独立の1947年から、ムジブル・ラフマンが暗殺された1975年までのバングラデシュが舞台となる。同作ではアイデンティティの模索と危機を中心に、軍事政権との対決、独立戦争、原理主義などが描かれる。他の作品で題材にした歴史として、1952年のベンガル語国語化運動をあげている。

## 主な著作

### 長編小説
1. Josnay Shurjo Jala (1973)
2. Jolochchhas (1972)
3. Hangor Nodi Grenade（英語版） (1976)
4. Magna Caitanye Shis (1979)
5. Japito Jibon (1981)
6. Podoshobdo (1982)
7. Neel Moyurer Joubon  (1983)
8. Chand Bene (1984)
9. Poka Makorer Ghor Boshoti (1986)
10. Nirontor Ghontadhoni (1987)
11. Ksharan (1988)
12. Katatare Projapoti (1989)
13. Khun O Bhalobasha (1990)
14. Kalketu and Fullora (1992)
15. Bhalobasha Pritilota (1992)
16. Tanaporen (1994)
17. Gayetree Shondha  (1996)
18. Dipannita (1997)
19. Joddha (1998)
20. Kaktarua (1999)
21. Lara (2000)
22. Kathkoylar Chhobi (2001)
23. Mohinir Biye (2002)
24. Anobic Andhar  (2003)
25. Ghumkature Ishwar (2004)
26. Morger Neelpakhi (2005)
27. Opekkha (2007)
28. Deener Roshite Gittu (2007)
29. Mati O Shossher Bunon (2007)
30. Purno Chobir Mognota (2008)
31. Bhumi O Kushum (2010)
32. Jomuna Nodir Mushayra (2011)
33. Gachhtir Chhaya Nai (2012)
34. Shonali Dumur (2012)
35. August-er Ak Raat (2013)
36. Guerilla O Beerangona (2014)
37. Dinkaler Kathkhor (2015)

### 短編集
- Utso Theke Nirontor (1969)
- Jolobotee Megher Batash (1975)
- Khol Korotal (1982)
- Porojonmo (1986)
- Manushti (1993)
- Motijaner Meyera (1995)
- Onura Purnima (2008)
- Sokhinar Chondrakola (2008)
- Ekaler Pantaburi (2008)
- Obelar Dinkhon (2009)
- Narir Rupkotha (2009)
- Nunpantar Goragori (2014)
- Mrityur Nilpadma (2015)

### 日本語訳著作
- 『地獄で温かい バングラデシュ短編選集』所収）丹羽京子編訳、大同生命国際文化基金〈アジアの現代文芸〉、2019年。 - 日本オリジナルのバングラデシュ小説アンソロジー。セリナ・フセインの作品は以下を収録。
  - 「振り返る」
  - 「モティジャンの娘たち」